# 7692 Edhenderson
7692 Edhenderson (1981 EZ25) là một tiểu hành tinh vành đai chính được phát hiện ngày 2 tháng 3 năm 1981 bởi S. J. Bus ở Đài thiên văn Siding Spring trong khóa học thuộc Khảo sát tiểu hành tinh Schmidt-Caltech vương quốc Anh.